# Łukasz Wierzbicki
Łukasz Wierzbicki (ur. 15 września 1974 w Poznaniu) – polski autor książek dla dzieci i młodzieży, podróżnik, redaktor i biografista.

## Życiorys
Absolwent III Liceum Ogólnokształcącego im. św. Jana Kantego w Poznaniu. Ukończył studia na Akademii Ekonomicznej w Poznaniu. W latach 1999–2000 prowadził autorską audycję muzyczną Wyspa Skarbów w poznańskim Radio Fan. W latach 2000–2010 zajmował się zawodowo produkcją koncertów, spektakli kabaretowych oraz innych wydarzeń kulturalnych.
Podczas spotkań autorskich łączy elementy wykładu, prezentacji multimedialnej, kabaretu i inscenizacji historycznej. 
W latach 2009–2016 był członkiem Związku Literatów Polskich.
W 2010 został współzałożycielem Fundacji im. Kazimierza Nowaka. Od 2017 jest oficjalnym ambasadorem Fundacji "ABCXXI Cała Polska czyta dzieciom".
Jego felietony ukazywały się w miesięczniku Dziecko. Współpracuje z kwartalnikiem Kontynenty.
Mieszka w Borówcu pod Poznaniem. Ma żonę Klaudię i dwóch synów: Jonasza i Jeremiego.

## Twórczość
W 2000 zebrał i opracował reportaże Kazimierza Nowaka z jego podróży do Afryki. Wydał je w opatrzonej własnym wstępem książce Rowerem i pieszo przez Czarny Ląd, którą Ryszard Kapuściński uznał za klasykę polskiego reportażu. W książce przygodowej Afryka Kazika przedstawił przygody Kazimierza Nowaka w formie opowiadań dla dzieci. W książce Dziadek i niedźwiadek. Historia prawdziwa opisał losy niedźwiedzia Wojtka z Armii Andersa. Książkę tę wstępem opatrzył profesor Wojciech Narębski, żołnierz Armii Andersa. 
Powieść dla dzieci zatytułowaną Wyprawa niesłychana Benedykta i Jana. Historia prawdziwa Wierzbicki osnuł na relacjach Jana di Piano Carpini i Benedykta Polaka z historycznej podróży do Imperium Mongolskiego odbytej w latach 1245–1247. W bajce Wróżby dla Kuźmy opisał dalsze losy bohaterów powieści o Benedykcie Polaku. 
W 2011 zebrał i zredagował reportaże Haliny Korolec-Bujakowskiej z jej pionierskiej wyprawy motocyklowej do Chin z lat 1934–1936. Jej przygody opisał również w powieści dla dzieci zatytułowanej Machiną przez Chiny. 
Wszystkie cztery książki Wierzbickiego znalazły się na liście lektur rekomendowanych przez Radę Literacką Fundacji „ABCXXI – Cała Polska czyta dzieciom”. W 2017 Afryka Kazika oraz Dziadek i niedźwiadek zostały wpisane na listę lektur szkolnych dla klas I-III szkół podstawowych.
W książce Drzewo Łukasz Wierzbicki podjął się próby opowiedzenia mitologii słowiańskiej w formie przystępnej dla współczesnego czytelnika.   
Powieść podróżniczą Ocean to pikuś poświęcił pionierskiej transatlantyckiej wyprawie kajakowej Aleksandra Doby. W 2024 roku opracował pamiętniki Aleksandra Doby pisane podczas Trzeciej Transatlantyckiej Wyprawy Kajakowej i opublikował je w książce zatytułowanej Najcenniejszy skarb.   
W przeznaczonej dla dzieci książce Wokół świata na wariata opisał przygody Leona Mroczkiewicza i Tadeusza Perkitnego w trakcie ich podróży odbytej w latach 1926-1930. W powieści Co hrabia porabia? opisał przygody Pawła Edmunda Strzeleckiego podczas wyprawy do Australii i wspinaczki na Górę Kościuszki.  
W 2021 roku przetłumaczył na język polski i wydał książkę Krótka historia postępu brytyjskiego profesora Ronalda Wrighta.  

### Utwory dla dzieci
- Afryka Kazika, Bis, 2008.
- Dziadek i niedźwiadek. Historia prawdziwa, Pointa, 2009.
- Wyprawa niesłychana Benedykta i Jana. Historia prawdziwa, Pointa, 2011.
- Wróżby dla Kuźmy. Bajka, DM Sorus, 2012 (także jako E-book).
- Machiną przez Chiny, Poradnia K, 2014; (wydanie II - Pogotowie Kazikowe, 2018).
- Drzewo. Mity słowiańskie i inne opowieści, Pogotowie Kazikowe, 2016.
- Ocean to pikuś, DM Sorus / Pogotowie Kazikowe, 2018.
- Wokół świata na wariata, Pogotowie Kazikowe, 2022.
- Co hrabia porabia? Listy spod Góry Kościuszki, Pogotowie Kazikowe, 2023.

### Opracowanie i redakcja
- Wstęp i redakcja: Kazimierz Nowak, Rowerem i pieszo przez Czarny Ląd. Listy z podróży afrykańskiej z lat 1931-1936, Sorus, Poznań 2000; wydanie II – 2006; wydanie III rozszerzone – 2007.
- Redakcja i posłowie: Halina Korolec-Bujakowska, Mój chłopiec, motor i ja. Z Druskiennik do Szanghaju 1934-1936, W.A.B./Poradnia K, Warszawa 2011; (wydanie rozszerzone - Pogotowie Kazikowe, 2019).
- Wybór i opracowanie: Aleksander Doba, Najcenniejszy skarb. Trzecia Transatlantycka Wyprawa Kajakowa, Pogotowie Kazikowe, Borówiec 2024.

### Tłumaczenia
- Ronald Wright, Krótka historia postępu, Pogotowie Kazikowe, 2021.

## Nagrody i wyróżnienia
- 2009
  - nagroda Poznańskiego Przeglądu Nowości Wydawniczych i tytuł Książka Wiosny za Dziadka i niedźwiadka
  - nagroda Internautów i wyróżnienie Jury w konkursie na książkę historyczną roku portalu Granice.pl za Dziadka i niedźwiadka
  - nominacja do Nagrody Literackiej im. Kornela Makuszyńskiego za Afrykę Kazika
- 2010 – wyróżnienie Jury Dziecięcego w konkursie Małego Donga polskiej sekcji IBBY za Dziadka i niedźwiadka
- 2012 – nagroda im. Stanisława Szwarc-Bronikowskiego w konkursie Książka Podróżnicza Roku Mediatravel 2012 za Mój chłopiec, motor i ja
- 2017 – nominacja w plebiscycie na Książkę Roku 2016 portalu lubimyczytać.pl za Drzewo. Mity słowiańskie i inne opowieści
- 2021 – Dziadek i niedźwiadek zajął ósme miejsce w plebiscycie na Złotą Dwudziestkę Fundacji ABCXXI Cała Polska Czyta Dzieciom
- 2023 – medal Kosciuszko Heritage Inc. z Australii za promowanie postaci Pawła Edmunda Strzeleckiego wśród najmłodszych
- 2024 – nominacja do Literackiej Nagrody Wielkopolskich Czytelników za Co hrabia porabia?[9]